# Phyllanthus oxyphyllus
Phyllanthus oxyphyllus är en emblikaväxtart som beskrevs av Friedrich Anton Wilhelm Miquel. Phyllanthus oxyphyllus ingår i släktet Phyllanthus och familjen emblikaväxter. Inga underarter finns listade i Catalogue of Life.